# Hypotaenidia
Hypotaenidia – rodzaj ptaków z rodziny chruścieli (Rallidae).

## Zasięg występowania
Rodzaj obejmuje gatunki występujące w Australii, na wyspach Oceanii i Azji Południowo-Wschodniej oraz na japońskiej wyspie Okinawa.

## Morfologia
Długość ciała 25–42 cm, rozpiętość skrzydeł 40–60 cm; masa ciała samców 126–780 g, samic 115–615 g.

## Systematyka

### Etymologia
- Hypotaenidia: gr. ὑπο hupo „pod, poniżej”; ταινιδιον tainidion „mała opaska”, od zdrobnienia ταινια tainia „opaska”[10].
- Stictolimnas: gr. στικτος stiktos „kropkowany”, od στιζω stizō „tatuować”; nowołac. limnas „wodnik”, od gr. λιμνας limnas „z bagna”, od λιμνη limnē „bagno, mokradło”[11]. Gatunek typowy: Stictolimnas sharpei Büttikofer, 1893 (= Rallus philippensis Linnaeus, 1766).
- Nesolimnas: gr. νησος nēsos „wyspa” (tj. Chatham); nowołac. limnas „wodnik”, od gr. λιμνας limnas „z bagna”, od λιμνη limnē „bagno, mokradło”[12]. Gatunek typowy: Rallus dieffenbachii G.R. Gray, 1843.
- Sylvestrornis: łac. silvestris „żyjący w lesie”, od silva „las, teren lesisty”; gr. ορνις ornis, ορνιθος ornithos „ptak”[13]. Gatunek typowy: Ocydromus sylvestris P.L. Sclater, 1870.
- Tahitornis: Tahiti, Polinezja Francuska (dawniej Taïti lub Otaheite); gr. ορνις ornis, ορνιθος ornithos „ptak”[14]. Gatunek typowy: Rallus pacificus J.F. Gmelin, 1789.
- Habropteryx: gr. ἁβρος habros „słaby, delikatny”; πτερυξ pterux, πτερυγος pterugos „skrzydło”[15]. Gatunek typowy: Rallus insignis P.L. Sclater, 1880 (= Rallus philippensis Linnaeus, 1766).
- Nesoclopeus: gr. νησος nēsos „wyspa” (tj. Viti Levu, Fidżi); κλοπευς klopeus „złodziej” (tj. ukradkowy), od κλεπτω kleptō kraść[16]. Gatunek typowy: Rallina poeciloptera Hartlaub, 1866.

### Podział systematyczny
Do rodzaju należą następujące gatunki:
- Hypotaenidia okinawae (Yamashina & Mano, 1981) – wodnik okinawski
- Hypotaenidia torquata (Linnaeus, 1766) – wodnik wąsaty
- Hypotaenidia insignis (P.L. Sclater, 1880) – wodnik różowonogi
- Hypotaenidia poeciloptera (Hartlaub, 1866) – wodnik brązowogrzbiety – takson wymarły około 1970 roku[18]
- Hypotaenidia woodfordi (Ogilvie-Grant, 1889) – wodnik smolisty
- Hypotaenidia rovianae (Diamond, 1991) – wodnik melanezyjski
- Hypotaenidia owstoni Rothschild, 1895 – wodnik guamski – takson wymarły na wolności[19]
- Hypotaenidia wakensis Rothschild, 1903 – wodnik mikronezyjski – takson wymarły przed 1946 rokiem[20]
- Hypotaenidia dieffenbachii (G.R. Gray, 1843) – wodnik chathamski – takson wymarły około 1872 roku[21]
- Hypotaenidia sylvestris (P.L. Sclater, 1870) – wodnik brunatny
- Hypotaenidia philippensis (Linnaeus, 1766) – wodnik białobrewy
- Hypotaenidia pacifica (J.F. Gmelin, 1789) – wodnik pacyficzny – takson wymarły najprawdopodobniej w latach 30. XX wieku[22]